# Utivarachna fukasawana
Utivarachna fukasawana är en spindelart som beskrevs av Kishida 1940. Utivarachna fukasawana ingår i släktet Utivarachna och familjen flinkspindlar. Inga underarter finns listade i Catalogue of Life.